# 2008 في مصر
فيما يلي قوائم الأحداث التي وقعت خلال عام 2008 في مصر.

## أفلام
من الأفلام التي صدرت هذه السنة في مصر:
- 1 يناير – آسف على الإزعاج من إخراج خالد مرعي.
- 1 يناير – أيامنا الجاية
- 1 يناير – احنا اتقابلنا قبل كده
- 1 يناير – الوعد
- 1 يناير – بحر النجوم من إخراج أحمد مهدي.
- 1 يناير – بصرة من إخراج احمد رشوان [الإنجليزية]‏.
- 1 يناير – جنينة الأسماك من إخراج يسري نصر الله.
- 1 يناير – حسن ومرقص من إخراج رامي إمام.
- 1 يناير – زي النهارده من إخراج عمرو سلامة.
- 1 يناير – شعبان الفارس
- 1 يناير – عمليات خاصة
- 1 يناير – عندليب الدقي من إخراج وائل إحسان.
- 1 يناير – كابتن هيما من إخراج نصر محروس.
- 1 يناير – لحظات أنوثة
- 1 يناير – ليلة البيبي دول
- 1 يناير – ليلة في القمر من إخراج خيري بشارة.
- 1 يناير – ماشيين بالعكس
- 1 يناير – مفيش فايدة
- 1 يناير – نمس بوند
- 1 يناير – هي فوضى؟ من إخراج يوسف شاهين، خالد يوسف.
- 1 يناير – ورقة شفرة
- 23 يناير – طباخ الريس من إخراج سعيد حامد.
- 23 يناير – كلاشنكوف من إخراج رامي إمام.
- 12 مارس – بنات وموتوسيكلات
- 26 مارس – كامب من إخراج عبد العزيز حشاد.
- 28 مايو – الغابة
- 1 يونيو – كباريه
- 4 يونيو – على جنب يا أسطى من إخراج سعيد حامد.
- 8 يونيو – الريس عمر حرب من إخراج خالد يوسف.
- 18 يونيو – مسجون ترانزيت من إخراج ساندرا نشأت.
- 4 يوليو – حلم العمر من إخراج وائل إحسان.
- 1 أغسطس – إتش دبور من إخراج أحمد الجندي.
- 1 أغسطس – بوشكاش من إخراج أحمد يسري.
- 30 سبتمبر – آخر كلام
- 30 سبتمبر – شبه منحرف
- 1 أكتوبر – الزمهلوية
- 1 أكتوبر – قبلات مسروقة
- 1 أكتوبر – كاريوكي
- 29 أكتوبر – البلد دي فيها حكومة من إخراج عبد العزيز حشاد.
- 5 نوفمبر – أشرف حرامي
- 26 نوفمبر – رامي الإعتصامي
- 2 ديسمبر – الدادة دودي من إخراج علي إدريس.
- 2 ديسمبر – بلطية العايمة من إخراج علي رجب.
- 4 ديسمبر – حبيبي نائما
- 4 ديسمبر – رمضان مبروك أبو العلمين حمودة من إخراج وائل إحسان.
- 7 ديسمبر – المش مهندس حسن

## برامج ومسلسلات وأنمي
- ناصر

## كتب
من الكتب التي صدرت هذه السنة في مصر:
- 1 يناير – عايزة أتجوز من تأليف غادة عبد العال.
- 1 يناير – وكالة عطية من تأليف خيري شلبي.

## وفيات

### يناير
- 1 يناير – مجدي مهنا (مواليد 1957) صحفي مصري.
- 21 يناير - عبد الصبور مرزوق كاتب مصري ومدير رابطة العالم الإسلامي في مكة المكرمة. (مواليد 1924م).
- 26 يناير – عزيز صدقي (مواليد 1920) سياسي مصري.[1]

### فبراير
- 21 فبراير – صوفي أبو طالب (مواليد 1925) سياسي مصري.[2]

### أبريل
- 22 أبريل – عبد اللطيف أبوهيف (مواليد 1929) سبّاح مصري.

### يونيو
- 7 يونيو – مصطفى خليل (مواليد 1920)[3]
- 22 يونيو – ألبير قصيري (مواليد 1913)[4]
- 26 يونيو – رءوف عباس حامد (مواليد 1939) مؤرخ مصري.[5]

### يوليو
- 27 يوليو – يوسف شاهين (مواليد 1926) مخرج أفلام مصري.[6]

### أغسطس
- 5 أغسطس – إبراهيم شكري (مواليد 1916) سياسي مصري.

### سبتمبر
- 6 سبتمبر – محمد عبد الحليم أبو غزالة (مواليد 1930)[7]

### ديسمبر
- 4 ديسمبر – عصام بهيج (مواليد 1931) لاعب كرة قدم مصري.